# Norvège au Concours Eurovision de la chanson 1971
La Norvège a participé au Concours Eurovision de la chanson 1971 le 3 avril à Dublin, en Irlande. C'est la 11e participation de la Norvège au Concours Eurovision de la chanson.
Le pays est représenté par Hanne Krogh et la chanson Lykken er (en), sélectionnées par la Norsk rikskringkasting (NRK) au moyen de la finale nationale Melodi Grand Prix.

## Sélection

### Melodi Grand Prix 1971
Le radiodiffuseur norvégien, NRK, organise l'édition 1971 du Melodi Grand Prix, pour sélectionner la chanson et l'artiste représentant la Norvège au Concours Eurovision de la chanson 1971.
Le Melodi Grand Prix 1971, présenté par Jan Voigt (no), a lieu le 20 février 1971 aux studios de la NRK à Oslo.

#### Finale
Douze chansons ont participé à cette sélection et sont toutes interprétées en norvégien, langue nationale de la Norvège.
Lors de cette sélection, c'est la chanson Lykken er (en), interprétée par Hanne Krogh, qui fut choisie. Le chef d'orchestre sélectionné pour la Norvège à l'Eurovision 1971 est Arne Bendiksen.

## À l'Eurovision
Chaque pays a un jury de deux personnes. Chaque juré attribue entre 1 et 5 points à chaque chanson.

### Points attribués par la Norvège
| 10 points | Monaco                                       |
| 8 points  | Espagne Pays-Bas                             |
| 6 points  | Finlande Royaume-Uni Suède                   |
| 5 points  | Autriche France Italie Portugal Yougoslavie  |
| 4 points  | Allemagne Belgique Irlande Luxembourg Suisse |
| 2 points  | Malte                                        |

### Points attribués à la Norvège
| 10 points           | 9 points               | 8 points                      | 7 points                                                       | 6 points            |
| ------------------- | ---------------------- | ----------------------------- | -------------------------------------------------------------- | ------------------- |
|                     |                        |                               | - Irlande - Royaume-Uni                                        | - Belgique - Monaco |
| 5 points            | 4 points               | 3 points                      | 2 points                                                       |                     |
| - France - Portugal | - Suisse - Yougoslavie | - Autriche - Finlande - Malte | - Allemagne - Espagne - Italie - Luxembourg - Pays-Bas - Suède |                     |

Hanne Krogh interprète Lykken er en dix-huitième et dernière position lors de la soirée du concours, suivant la Finlande.
Au terme du vote final, la Norvège termine 17e sur les 18 pays participants, ayant reçu 65 points au total,.